# Molophilus mendicus
Molophilus mendicus är en tvåvingeart som beskrevs av Alexander 1931. Molophilus mendicus ingår i släktet Molophilus och familjen småharkrankar. Inga underarter finns listade i Catalogue of Life.